# گنمین
گنمین (به انگلیسی: Ganmain) یک شهرک در استرالیا است که در نیو ساوت ولز واقع شده‌است.